# 田村翔梧
田村 翔梧(たむら しょうご、1991年2月27日 - ) は、日本プロ麻雀協会に所属する競技麻雀のプロ雀士。

## 人物
プロ２年目にて日本プロ麻雀協会「新人王」のタイトルを獲得。

## 獲得タイトル
- 日本プロ麻雀協会 第13期 新人王[1]